# انتخابات الرئاسة الأيرلندية 1990
انتخابات الرئاسة الأيرلندية 1990 هي الانتخابات الرئاسية التي جرت في 7 نوفمبر 1990، في جمهورية أيرلندا، لانتخاب رئيس أيرلندا، فاز بالانتخابات ماري روبنسون.